# El mar de la fertilidad

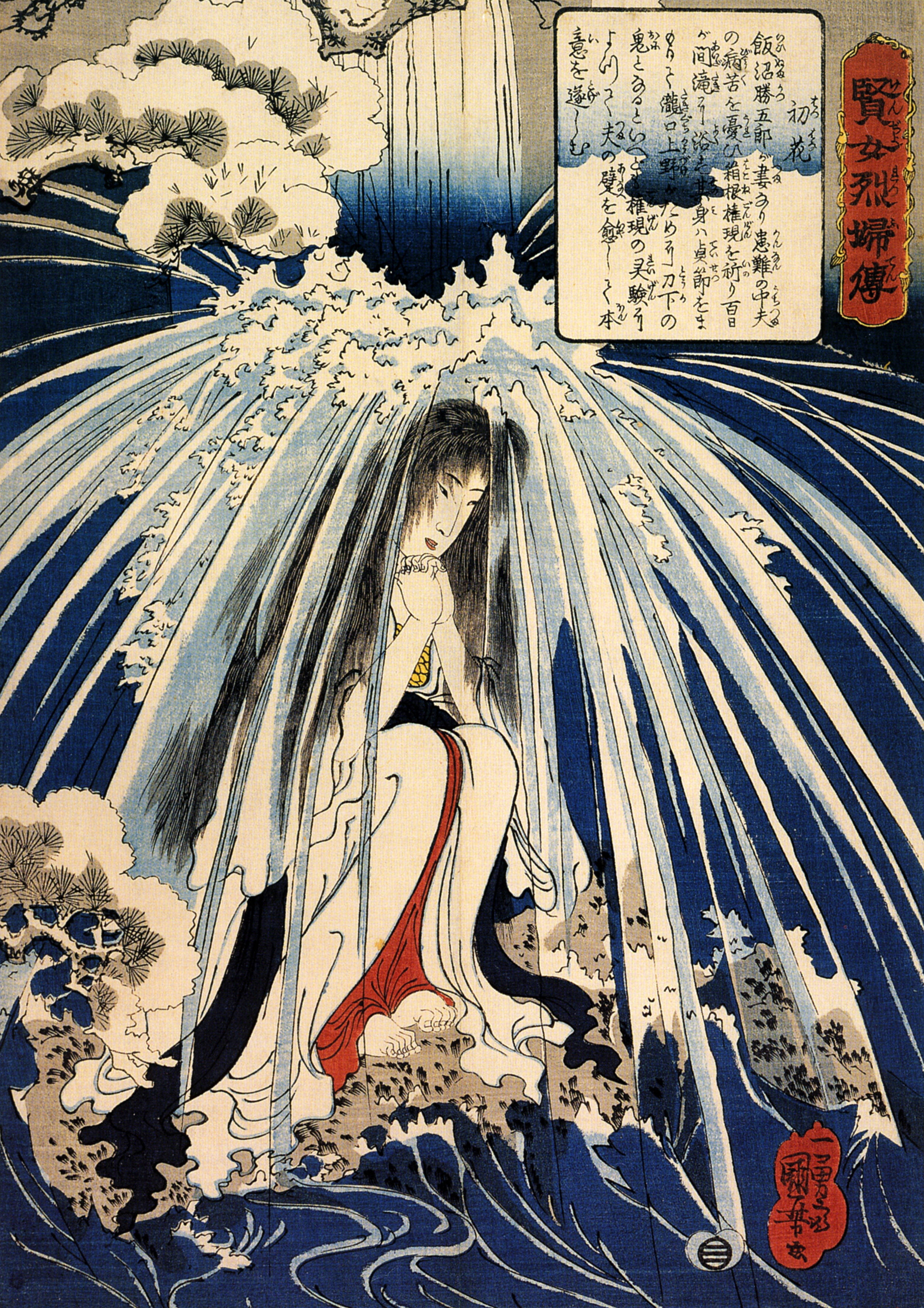
Ilustración de la cubierta de la segunda edición francesa: Hatsuhana haciendo penitencia bajo la cascada de Tonosawa, xilografía de Kuniyoshi Utagawa.

El Mar de la Fertilidad (豊饒の海 Hōjō no Umi?) es una tetralogía de novelas escritas por el escritor japonés Yukio Mishima. Las cuatro novelas son: Nieve de primavera (1969), Caballos desbocados (1969), El templo del alba (1970) y La corrupción de un ángel (1971). La serie, que Mishima comenzó a escribir en 1964 y que fue su trabajo final, generalmente se considera su obra maestra. Su título hace referencia a la Mare Fecunditatis, un cráter lunar.

## Argumento
La línea de tiempo principal de la historia se extiende desde 1912 hasta 1975. El punto de vista de los cuatro libros es el de Shigekuni Honda, un estudiante de derecho en Nieve de Primavera que finalmente se convierte en un rico juez jubilado en La corrupción de un ángel. Cada una de las novelas describe lo que Honda llega a creer que son sucesivas reencarnaciones de su amigo Kiyoaki Matsugae, y los intentos de Honda de salvarlos de las muertes tempranas a las que parece que están condenados por el karma. Esto resulta en vergüenza personal y profesional para Honda, y eventualmente lo destruye.
Las sucesivas reencarnaciones del amigo son:
Kiyoaki Matsugae, un joven aristócrata.
Isao Iinuma, extremista nacionalista y violento.
Ying Chan, una princesa tailandesa indolente
Tōru Yasunaga, un huérfano manipulador y sádico.
Otros personajes que aparecen en más de un libro incluyen a Satoko Ayakura (la amante de Kiyoaki), Tadeshina (la criada de Satoko), el Príncipe Imperial Toin, Shigeyuki Iinuma (el sirviente de Kiyoaki y el padre de Isao), Keiko Hisamatsu y Rié (la esposa de Honda).

## Análisis
Aunque El templo del alba contiene extensos argumentos a favor de la teoría de la reencarnación, los biógrafos de Mishima señalan que él mismo no creía en ella. Una obra anterior de aproximadamente la misma longitud, La casa de Kyoko, había sido rechazada por los críticos. Se ha conjeturado que se embarcó en la teatralogía El mar de la fertilidad en respuesta desafiante. Expresa muchas de las convicciones más profundas de Mishima sobre la naturaleza y los propósitos de la vida humana, y se cree que el último libro resume una evaluación personal (extremadamente negativa) de sí mismo y de su propio legado.

## Recepción
Paul Terouxas describió la tetralogía como "la visión más completa que tenemos de Japón en el siglo XX". Aunque el primer libro es una recreación amorosa de Japón en el breve período de Taishō, y está bien fundamentado en su tiempo y lugar, las referencias a los asuntos actuales generalmente son tangenciales a lo que luego se convertirá en la búsqueda obsesiva de Honda para comprender el funcionamiento del destino individual. y para salvar a su amigo. [cita requerida]
El historiador literario Marleigh Ryan, sin embargo, fue menos comprensivo. En 1974, escribió: "La debilidad sobresaliente de esto, el esfuerzo novelístico final de Mishima Yukio, y de hecho la mayor falla de la mayor parte de su obra, es su sorprendente incapacidad para superar las limitaciones emocionales e intelectuales de su autor".

## Volúmenes
- El mar de la fertilidad (豊饒の海 Hōjō no Umi?), tetralogía

1. Nieve de primavera (春の雪 Haru no Yuki?), 1965-1967 （Libro publicado en 1969)
2. Caballos desbocados (奔馬 Honba?), 1967-1968 （Libro publicado en 1969)
3. El templo del alba (暁の寺 Akatsuki no Tera?), 1968-1970 （Libro publicado en 1970）
4. La corrupción de un ángel (天人五衰 Tennin Gosui?), 1970-1971（Libro publicado en 1971）